# Еношешть
Еношешть, Еношешті (рум. Enoșești) — село у повіті Олт в Румунії. Адміністративно підпорядковане місту П'ятра-Олт.
Село розташоване на відстані 144 км на захід від Бухареста, 8 км на південний захід від Слатіни, 37 км на схід від Крайови.

## Населення
За даними перепису населення 2002 року у селі проживали 346 осіб, усі — румуни. Рідною мовою 345 осіб (99,7%) назвали румунську.